# Edu Villegas
Eduardo Villegas Giráldez (nacido en Jerez de la Frontera, Cádiz, el 20 de julio de 1974) es un jugador profesional de fútbol español. Juega en la demarcación de portero, en el Xerez DFC. 

## Biografía
La afición por el rol de guardameta le viene desde muy temprana edad, cuando su padre le regala una equipación de portero con siete años. Desde ese momento su futuro quedó escrito. Es a partir de los once en el que el ojeador del Xerez Club Deportivo se fija en las cualidades de Villegas. Empezando en los Alevines, continuando por los Infantiles, siguiendo con los Juveniles Primera División Nacional. Luego vendría el Xerez Deportivo B, subiendo al primer equipo en la temporada 1995/96.
Escribe el periodista deportivo del Diario Marca, José M. Muñoz: "Verano 1988. Atardecía en Jerez, los equipos cantera del Xerez Club Deportivo se ejercitaban en las instalaciones de Santa Fe. Yo me encontraba entrenando con el Xerez B que por aquel entonces entrenaba Pepe Ravelo. Los infantiles del conjunto azulino finalizaban su entreno, como cada día. Un niño llamado Eduardo Villegas Giráldez, se colaba tras la portería sobre la que los porteros volábamos de palo a palo por evitar el gol. Edu nunca faltaba a su cita, todo lo que quería era aprender. Y vaya si lo hizo. Ahora ese niño es Edu... El Tigre de Chapín."
De su padre, Francisco Villegas ha llegado a afirmar que "le corresponde más del 50% de mis éxitos; por él entreno duro todos los días y me sacrifico. Él siempre está a mi lado para animarme, escucharme, en definitiva, por él voy a triunfar".
En 1997, de la mano del entrenador Jordi Fabregat, empieza su andadura profesional fuera de la comunidad autónoma andaluza. Es fichado por el C.D.Tortosa (Tarragona), permaneciendo una temporada hablando catalán, no solo en la intimidad.
Con el cambio de milenio, en el 2000, es traspasado al Lorca C.F. (región de Murcia) por un millón quinientas mil pesetas de entonces, viviendo distintas temporadas en los equipos más relevantes de la comunidad uniprovincial murciana (Cartagonova, Águilas CF, Sangonera).
Nico Sosa es el hombre más importante en su vida deportiva. No solo como entrenador, también como amigo y padre futbolístico de Edu Villegas. Le ha dirigido, aconsejado, influido, inspirado, advertido, sugerido, persuadido y avisado en su vida deportiva más allá de las obligaciones propias de un entrenador, casi como un padre, a pesar de que todos los que le conocen saben de la unión que Villegas mantiene con su progenitor.
Sosa, al inicio de la temporada 2004 lo llama de nuevo para su proyecto en la Unión Deportiva Los Barrios , donde sale exitoso jugando su papel en el equipo barreño: por primera vez en la historia, el club juega un play off de ascenso a Segunda B. Después de dos años en Los Barrios, firma un contrato por dos temporadas con el equipo de la sierra gaditana Arcos Club de Fútbol. A su finalización, ha fichado por el Jerez Industrial para la temporada 2008/09, de aquí ha pasado a la Unión Deportiva Estepona, donde no ha tenido mucha continuidad, para fichar en la temporada 2010/2011 por el SD Logroñés, donde se ha hecho con la titularidad merced a la gran pretemporada e implicación, aportando veteranía y seriedad en el equipo racinguista.
El 8 de agosto de 2013 decide renunciar al sueldo para cumplir el sueño de jugar en el nuevo equipo de la ciudad de Jerez de la Frontera el Xerez Deportivo  FC.
Tras retirarse del fútbol activo en 2017, pasó a ser director deportivo del Xerez DFC y del AC Ceuta, con el que logró subir a Segunda División de España

### Homenaje
El que fuera portero de la Unión Deportiva Los Barrios, Edu Villegas, fue homenajeado con motivo del encuentro entre su anterior equipo, el Arcos C.F., y la Unión. Antes, durante y después del partido revivió el cariño del público, además de recibir una placa en recuerdo de sus años de servicio. Aquí se puede ver un vídeo del Homenaje.

## Clubes
| Club                            | Comunidad Autónoma      | Temporada |
| ------------------------------- | ----------------------- | --------- |
| Xerez C.D.                      | Andalucía               | 1995/1996 |
| Conil C.F.                      | Andalucía               | 1996/1997 |
| Tortosa                         | Cataluña                | 1997/1998 |
| Cartagonova                     | Murcia                  | 1998/1999 |
| Lorca CF                        | Murcia                  | 1999/2000 |
| Águilas CF                      | Murcia                  | 2000/2001 |
| Linares (Moralo)                | Andalucía (Extremadura) | 2001/2002 |
| Úbeda Club de Fútbol            | Andalucía               | 2002/2003 |
| Sangonera                       | Murcia                  | 2003/2004 |
| U.D. Los Barrios                | Andalucía               | 2004/2006 |
| Arcos C.F.                      | Andalucía               | 2006/2008 |
| Jerez Industrial Club de Fútbol | Andalucía               | 2008/2009 |
| Unión Estepona                  | Andalucía               | 2009/2010 |
| SD Logroñés                     | La Rioja                | 2010/2013 |
| Xerez Deportivo FC              | Andalucía               | 2013-2017 |

## Palmarés

### Liguilla Ascenso a Segunda División
| Equipo           | Temporada |
| ---------------- | --------- |
| Tortosa          | 1997/1998 |
| Linares (Moralo) | 2001/2002 |
| Los Barrios      | 2004/2005 |

### Ascensos
| Equipo | Temporada |
| ------ | --------- |
| Moralo | 2001/2002 |

### Distinciones individuales
| Trofeo                          | Equipo       | Temporada |
| ------------------------------- | ------------ | --------- |
| Trofeo a la Regularidad         | Xerez C.D. B | 1994/1995 |
| Trofeo Zamora                   | Tortosa      | 1997/1998 |
| Trofeo Mejor Portero C.A.Murcia | Águilas CF   | 2000/2001 |